# Льєндо
Льєндо (ісп. Liendo) — муніципалітет в Іспанії, у складі автономної спільноти Кантабрія. Населення — 1193 осіб (2009).
Муніципалітет розташований на відстані близько 330 км на північ від Мадрида, 35 км на схід від Сантандера.
На території муніципалітету розташовані такі населені пункти: Асас (адміністративний центр), Ісека-Нуева, Ісека-В'єха, Ісекілья, Льятасос, Мендіна, Мольянеда, Новаль, Ла-Портілья, Росільйо, Сопенья, Вільянуева, Вільявіад.

## Демографія
Динаміка населення (INE ):

## Галерея зображень

Розташування муніципалітету
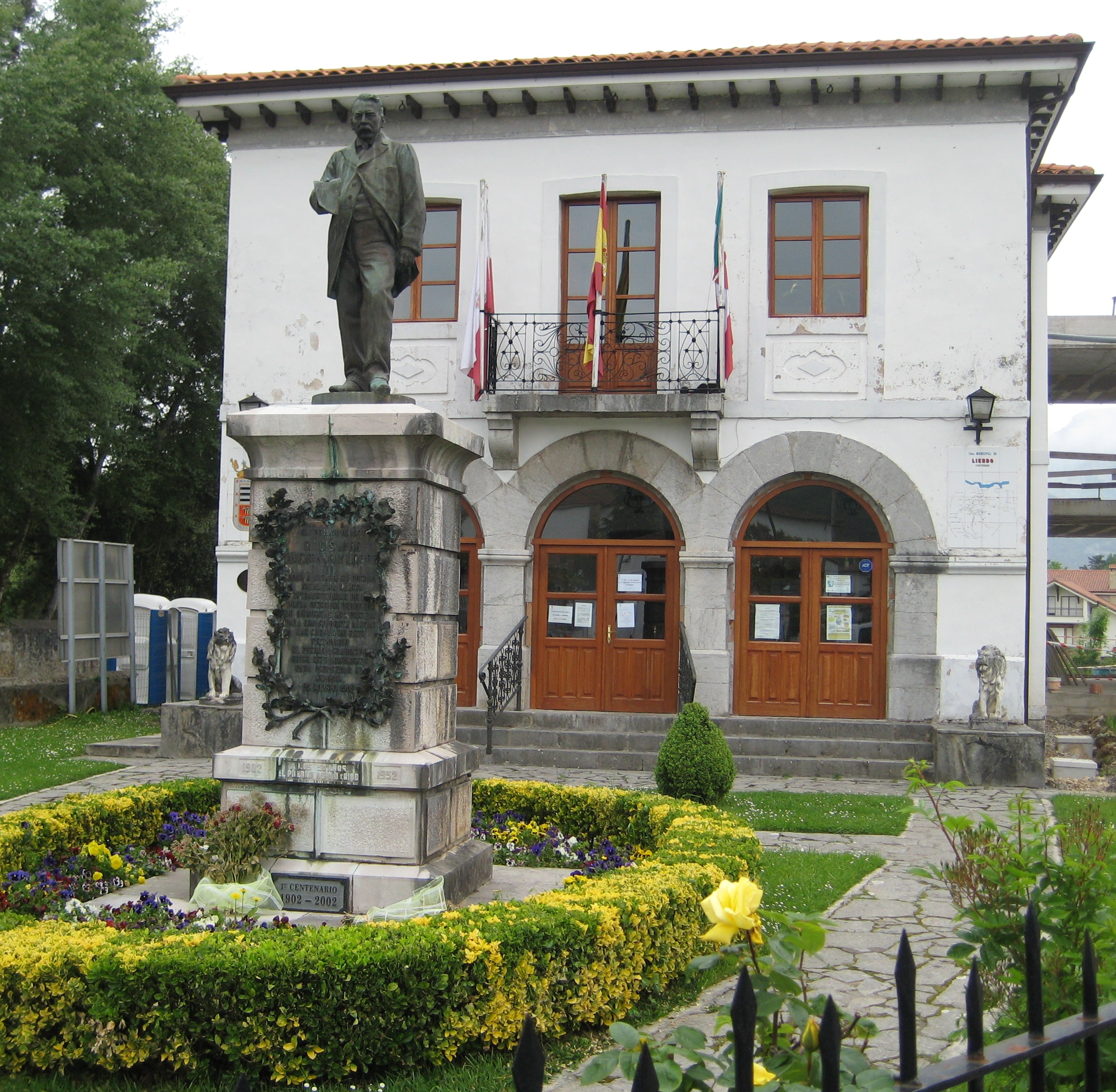
Муніципальна рада